# Polymedes van Argos

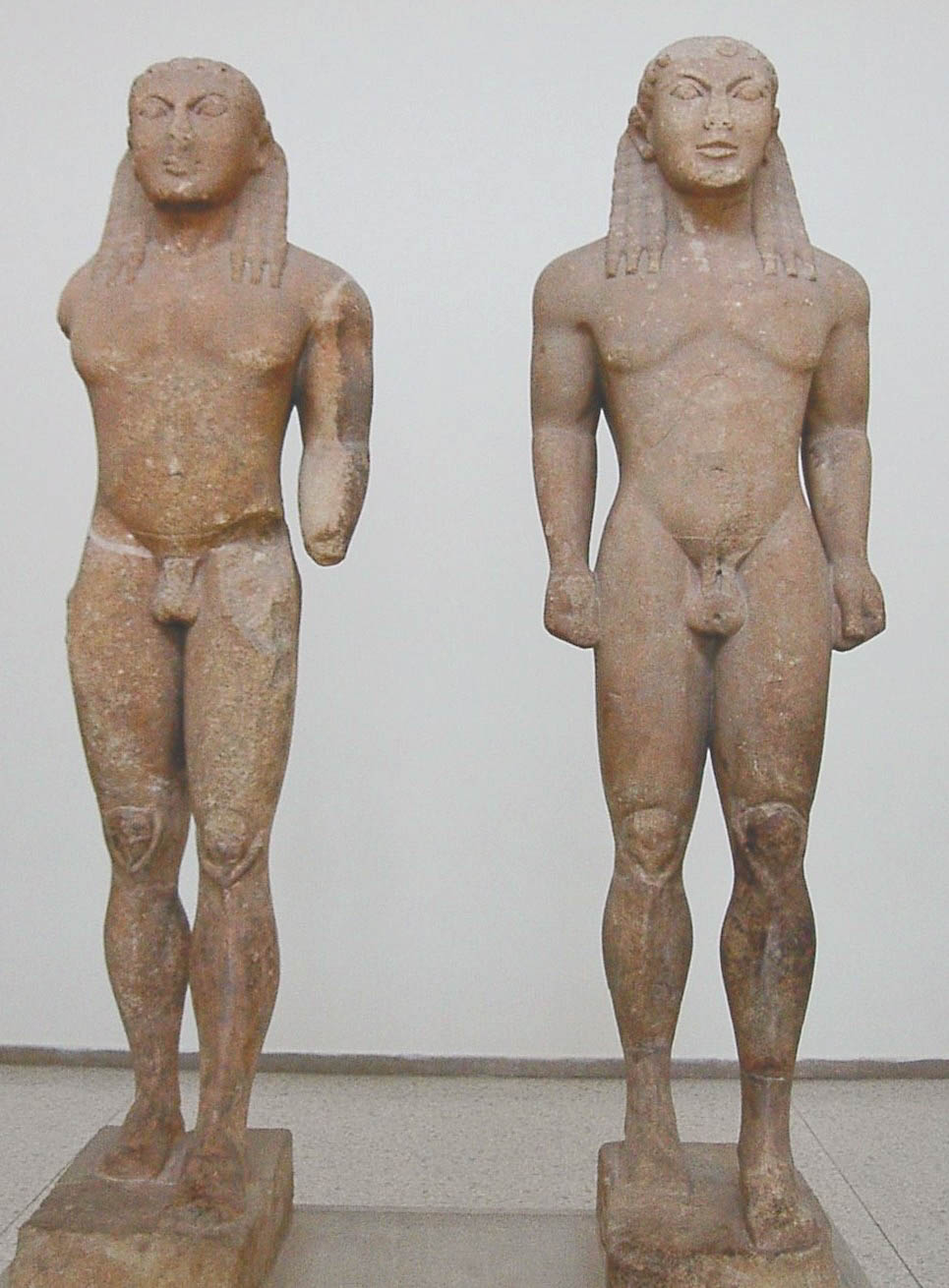
Beelden van Kleobis en Biton door Polymedes van Argos

Polymedes van Argos is de vermoedelijke naam van de Griekse beeldhouwer die in het begin van de 6e eeuw v.Chr. de beelden van Kleobis en Biton voor het heiligdom van Delphi vervaardigde. Het tweede deel van zijn naam is leesbaar op de inscriptie die verdeeld is over de voetstukken van de beide beelden, die zich thans in het museum van Delphi bevinden.
- Union List of Artist Names: 500094992
- Virtual International Authority File: 96378944